# ニューメキシコハシリトカゲ
ニューメキシコハシリトカゲ(Aspidoscelis neomexicanus)は、爬虫綱有鱗目テグートカゲ科Aspidoscelis属に分類されるトカゲ類。

## 分布
アメリカ合衆国（テキサス州北西部、ニューメキシコ州）。メキシコ（チワワ州）に分布する可能性もある。アリゾナ州で記録があるが、人為分布の可能性が高いとされる。
模式標本の産地（基準産地・タイプ産地・模式産地）はニューメキシコ州。

## 説明
長さが16.5cmから23cm（6.5から9.1インチ）まで伸び、典型的には全体的に茶色または黒色で、頭部から尾部までの7つの淡黄色の縞模様がある。ストライプ間には色のついた斑点がしばしば現れる。青または青緑色の喉を持つ、白または淡い青の下側を持っている。長い尾は細身。
雌のみが存在する。ニューメキシコの公式の州の動物に指定された爬虫類である。 単為生殖であることが知られている多くのトカゲの一種である。
種の個体は、little striped whiptail (C. inornatus) と western whiptail (C. tigris) の交雑、または成体のムチオトカゲの単為生殖によって生まれることができる。
一連の近縁種間の交雑は健康な雄の形成を妨げ、雄は両方の親種に存在する（性分化を参照）。単為生殖は、結果として生じる全てが雌の集団が生殖することを可能にし、したがって再生可能な独自の種に進化させる。この種間の交雑と単為生殖の組み合わせは、旧ハシリトカゲ属Cnemidophorusに属するいくつかの種の爬虫類の生殖戦略として存在する。

## 分類
以前は旧ハシリトカゲ属Cnemidophorusに分類されていたが、2002年に形態やアロザイム・ミトコンドリアDNAの分子系統推定から、本種を含めた種をAspidoscelis属に分割する説が提唱された。

## 生態
日周性であり、食虫性である。習性は慎重で、エネルギッシュで、動きが速く、近づくと皮が飛びだす。草原、岩場、低木、または山岳林を含む半乾燥した生息地の幅広い種類に見られる。妊娠中期に未受精卵4羽を産卵し、約8週間後に孵化することにより、再生が発生する。
砂漠に住むWestern whiptailと、草原を好むlittle striped whiptailが交雑したものである。このトカゲは、単為発生を経て卵を産むことによって生殖するメスのみの種である。無性生殖と全てが雌の種であるにもかかわらず、依然として同種の他の雌との交尾行動に従事し、通称「レズビアン・リザード」と呼ばれている。一般的な理論は、この行動が排卵を刺激するということであり、「交尾」しない個体は卵を産まないからである。

## 人間との関係
生息地では一般的で特に脅威もないことから、生息数は安定し絶滅のおそれは低いと考えられている。